# Diocesi di Linares (Messico)
La diocesi di Linares (in latino: Dioecesis Linarina) è una sede della Chiesa cattolica in Messico suffraganea dell'arcidiocesi di Monterrey. Nel 2021 contava 248.480 battezzati su 303.024 abitanti. È retta dal vescovo César Alfonso Ortega Díaz.

## Territorio
La diocesi comprende 15 comuni nella parte centro-meridionale dello stato messicano di Nuevo León: Los Aldamas, Doctor Coss, General Bravo, China, General Terán, Montemorelos, Linares, Hualahuises, Rayones, Galeana, Iturbide, Aramberri, Doctor Arroyo, General Zaragoza e Mier y Noriega.
Sede vescovile è la città di Linares, dove si trova la cattedrale di San Filippo.
Il territorio si estende su una superficie di 33.453 km² ed è suddiviso in 24 parrocchie.

## Storia
La prima diocesi di Linares fu eretta il 15 dicembre 1777 con la bolla Relata semper di papa Pio VI; benché la sede fosse la città di Monterrey, la diocesi mantenne questo nome fino al 1922, quando assunse il nome attuale di arcidiocesi di Monterrey.
La presente diocesi di Linares è stata eretta il 30 aprile 1962 con la bolla Proficientibus cotidie di papa Giovanni XXIII, ricavandone il territorio dall'arcidiocesi di Monterrey.

## Cronotassi dei vescovi
Si omettono i periodi di sede vacante non superiori ai 2 anni o non storicamente accertati.
- Anselmo Zarza Bernal † (24 maggio 1962 - 13 gennaio 1966 nominato vescovo di León)
- Antonio Sahagún López † (18 luglio 1966 - 31 ottobre 1973 nominato vescovo ausiliare di Guadalajara[1])
- Rafael Gallardo García, O.S.A. † (11 luglio 1974 - 21 maggio 1987 nominato vescovo di Tampico)
- Ramón Calderón Batres (12 febbraio 1988 - 19 novembre 2014 ritirato)
- Hilario González García (19 novembre 2014 - 21 novembre 2020 nominato vescovo di Saltillo)
- César Alfonso Ortega Díaz, dal 27 novembre 2021

## Statistiche
La diocesi nel 2021 su una popolazione di 303.024 persone contava 248.480 battezzati, corrispondenti all'82,0% del totale.
| anno | popolazione | popolazione | popolazione | presbiteri | presbiteri | presbiteri | presbiteri                | diaconi | religiosi | religiosi | parrocchie |
| anno | battezzati  | totale      | %           | numero     | secolari   | regolari   | battezzati per presbitero | diaconi | uomini    | donne     | parrocchie |
| ---- | ----------- | ----------- | ----------- | ---------- | ---------- | ---------- | ------------------------- | ------- | --------- | --------- | ---------- |
| 1965 | 223.100     | 230.000     | 97,0        | 17         | 17         |            | 13.123                    |         |           | 51        | 10         |
| 1968 | 228.100     | 240.000     | 95,0        | 20         | 20         |            | 11.405                    |         |           | 52        | 11         |
| 1976 | 280.000     | 305.000     | 91,8        | 28         | 28         |            | 10.000                    |         |           | 59        | 13         |
| 1980 | 287.000     | 314.000     | 91,4        | 26         | 26         |            | 11.038                    |         |           | 74        | 13         |
| 1990 | 390.000     | 420.000     | 92,9        | 33         | 33         |            | 11.818                    |         |           | 51        | 14         |
| 1999 | 202.210     | 238.406     | 84,8        | 37         | 35         | 2          | 5.465                     |         | 2         | 45        | 21         |
| 2000 | 202.210     | 238.210     | 84,9        | 41         | 39         | 2          | 4.931                     |         | 2         | 59        | 21         |
| 2001 | 202.210     | 238.210     | 84,9        | 35         | 33         | 2          | 5.777                     |         | 2         | 55        | 21         |
| 2002 | 222.431     | 262.031     | 84,9        | 36         | 34         | 2          | 6.178                     |         | 2         | 55        | 21         |
| 2003 | 244.674     | 288.234     | 84,9        | 39         | 37         | 2          | 6.273                     |         | 4         | 55        | 21         |
| 2004 | 269.141     | 317.057     | 84,9        | 38         | 36         | 2          | 7.082                     |         | 4         | 58        | 21         |
| 2013 | 360.000     | 407.000     | 88,5        | 42         | 39         | 3          | 8.571                     |         | 3         | 55        | 22         |
| 2016 | 216.000     | 292.000     | 74,0        | 43         | 43         |            | 5.023                     |         |           | 39        | 24         |
| 2019 | 226.675     | 292.246     | 77,6        | 43         | 43         |            | 5.271                     |         |           | 34        | 24         |
| 2021 | 248.480     | 303.024     | 82,0        | 42         | 42         |            | 5.916                     |         |           | 36        | 24         |